# PlayStation 4
De PlayStation 4 (PS4) is een spelcomputer van Sony Interactive Entertainment die in Europa sinds 29 november 2013 verkrijgbaar is. De opvolger van de PlayStation 3 en voorloper van de PlayStation 5 is op 20 februari 2013 aangekondigd in New York tijdens een persconferentie, die volledig in het teken stond van de nieuwe console. De PlayStation 4 maakt deel uit van de achtste generatie in de geschiedenis van de spelcomputer.
Sony doet afstand van de Cell-architectuur, in plaats daarvan heeft het bedrijf gekozen voor de x86-architectuur. Dit is een breed platform dat regelmatig wordt gebruikt in moderne pc's. De reden voor deze keuze is dat het voor ontwikkelaars op deze manier veel makkelijker wordt om spellen te maken. Hierdoor kan een grotere groep ontwikkelaars de stap nemen om PS4-spellen te gaan ontwikkelen, zowel kleine als grote bedrijven. Deze veranderingen zijn tot stand gekomen door de lessen die Sony heeft geleerd tijdens de ontwikkeling, productie en introductie van de PS3. Andere noemenswaardige hardware zijn een snellere blu-rayspeler en 8 GB GDDR5-geheugen.
Wat betreft nieuwe applicaties en services heeft Sony de zogenaamde PlayStation App uitgebracht. Deze app, die gebruikt kan worden op de iPhone, iPad en Android-toestellen, stelt de PS4-gebruiker in staat om hun smartphone of tablet te gebruiken als tweede scherm. Hierdoor krijgen ontwikkelaars de mogelijkheid om de spelervaring nog uitgebreider te maken. Ook maakte Gaikai zijn debuut op de PlayStation 4. Gaikai is een gamenetwerk dat volledig is gebaseerd op de cloudtechnologie, waardoor de gebruiker spellen en andere content kan streamen via het internet. Door middel van de share-knop op de nieuwe DualShock 4-controller wordt het bijvoorbeeld mogelijk om tijdens het spelen een vriend of vriendin mee te laten kijken met het spel. Sony is tevens van plan om meer nadruk te leggen op het sociale aspect van computerspellen.

## Geschiedenis
Volgens het hoofd van de systeemarchitectuurafdeling, Mark Cerny, begon de ontwikkeling van de PlayStation 4 (PS4) al in 2008. Twee jaar daarvoor lanceerde Sony nog de PlayStation 3, die al een aantal maanden was uitgesteld wegens problemen tijdens de productie. Het uitstel zorgde ervoor dat de PS3 bijna een jaar later dan de Xbox 360 op de markt kwam, terwijl de console van Microsoft al bijna 10 miljoen keer was verkocht. Jim Ryan, directeur van PlayStation Europa, zei dat Sony wil voorkomen dat ze dezelfde fouten maken.
Op het evenement PlayStation Meeting 2013, dat plaatsvond op 20 februari 2013, werd de PlayStation 4 aangekondigd. De console zelf werd niet getoond, maar er werd wel een uitgebreide demonstratie gegeven van toekomstige spellen en een aantal technische functies. Aan het einde van de persconferentie werd bekendgemaakt dat de console in het vierde kwartaal van 2013 zou moeten uitkomen.

## Hardware
Het uiterlijk van de nieuwe PlayStation 4 werd getoond op de E3. Er is een hoop technische informatie over de PS4 prijsgegeven. De technologie van de PlayStation 4 zal bijvoorbeeld veel lijken op die van een pc. Deze gelijkenis moet ervoor zorgen dat ontwikkelaars makkelijker en goedkoper spellen kunnen maken.

### Console
De PlayStation 4 maakt gebruik van een aangepaste "accelerated processing unit" (APU) ontwikkeld door AMD in samenwerking met Sony. De PS4-APU is een chip die processor (CPU) en videogeheugen (GPU) combineert, evenals een geheugencontroller en videodecoder. De CPU bestaat uit acht x86-64-kernen, gebaseerd op de toekomstige Jaguar CPU-architectuur van AMD. Deze processor moet het beter gaan doen dan de Celprocessor van de PlayStation 3, die krachtig was maar ook erg moeilijk om mee te werken voor ontwikkelaars. De GPU zal bestaan uit 18 computereenheden die samenwerken om een theoretische piek van 1,84 TFLOPS te bereiken. Deze rekenkracht kan worden gebruikt voor zeer gedetailleerde grafische beelden, natuurkundige simulaties of een combinatie van de twee. Er wordt tevens een secundaire chip inbegrepen in de PS4, die online functies zoals downloaden, uploaden en sociale gameplay op zich neemt. Deze taken kunnen hierdoor moeiteloos worden gedraaid op de achtergrond, tijdens het spelen of terwijl het systeem in de slaapstand staat.
De PS4 heeft 8 GB aan GDDR5-systeemgeheugen, wat een bandbreedte van 176 GB/s mogelijk maakt. Het geheugen, dat 16 keer zo snel is als het geheugen van de PlayStation 3, moet de console naar verwachting een langere levensduur geven. De architectuur van het geheugen zorgt ervoor dat zowel de CPU als de GPU aanspraak kunnen maken op de hoeveelheid die ze nodig hebben. Hierdoor is het niet meer nodig om apart toegewezen geheugen te gebruiken, wat bij de PS3 nogal wat problemen veroorzaakte.
Momenteel worden cd's en MP3 niet ondersteund op de PS4, hoewel er gewerkt wordt aan een oplossing om dit toch mogelijk te maken. Digital Living Network Alliance-ondersteuning (DLNA) is ook nog niet aanwezig. Het is echter onbekend of hier op termijn ook aan gewerkt zal worden.
De blu-rayspeler van de PS4 zal schijven kunnen lezen met een snelheid van 6x CAV (Engels: constant angular velocity), wat een snelheid van 27 MB/s oplevert. Dit is een aanzienlijke verbetering ten opzichte van de PS3, die schijven leest met een snelheid van 9 MB/s. Vroege rapporten geven aan dat de blu-rayspeler van de PS4 geen vierlagige discs van 100 GB kan lezen, die worden gemaakt om 4K-resoluties te ondersteunen. Er wordt verwacht dat het systeem niet hoger zal gaan dan 1080p (1920x1080). Een harde schijf van 500 GB wordt standaard bijgeleverd, deze kan wel door de gebruiker worden vervangen.
De PS4 maakt gebruik van draadloze 802.11 b/g/n-netwerkconnectiviteit, ethernet, bluetooth 2.1 en 2 USB 3.0-poorten. Tevens wordt er een aux-aansluiting toegevoegd, om verbinding te maken met de PlayStation Camera, een digitale camera met bewegingsdetectie. Een mono-headset, die kan worden aangesloten op de DualShock 4, wordt inbegrepen bij de console. Outputmogelijkheden zijn er in de vorm van HDMI en optische S/PDIF.

### Controllers

Bovenaanzicht

Zijaanzicht

DualShock 4 is de hoofdcontroller van de PlayStation 4 en gebruikt net als zijn voorganger Bluetooth 2.1+EDR om te verbinden met de console. DualShock 3 zal niet compatibel zijn met PlayStation 4. DualShock 4 wordt uitgerust met een aantal nieuwe functies, zoals een touchpad aan de voorkant van de controller die ook ingedrukt kan worden als knop. De controller ondersteunt tevens bewegingsdetectie via een gyroscoop en versnellingsmeter met drie assen, en heeft een verbeterde vibratie. De niet verwijderbare lithium-ion-batterij in DualShock 4 heeft een capaciteit van 1000 mAh, tegenover de 300 mAh van de DualShock 3. De controller weegt 210 gram, heeft een afmeting van 162 x 52 x 98 mm en een rubberen vlak om de grip te verbeteren.
DualShock 4 heeft diverse aansluitingen. Een stereoaansluiting (3,5mm-TRRS-plug) zorgt ervoor dat een headset aangesloten kan worden om met anderen te kunnen praten. Ook heeft de controller een microUSB-poort en een extensiepoort. Via microUSB kan de controller opgeladen worden, maar ook via een toegewezen laadstation of de console (zelfs als deze op stand-by staat) is het mogelijk de controller op te laden. Een monospeaker is ingebouwd in de controller.
DualShock 4 heeft de volgende knoppen: PS-knop, Share-knop, Options-knop, d-pad, actieknoppen (driehoek, cirkel, kruis, vierkant), schouderknoppen (R1/L1), triggerknoppen (R2/L2), aanklikbare analoge sticks (L3/R3) en een touchpad-knop. Er zijn een aantal verschillen ten opzichte van de DualShock 3 en voorgaande PlayStation-controllers. De start- en selectknoppen zijn samengevoegd in een enkele optionsknop, en de shareknop zorgt ervoor dat spelers een gameplayvideo kunnen uploaden. De analoge sticks en triggerknoppen zijn opnieuw ontworpen voor een betere spelervaring.
Aan de bovenkant van de controller zit een lichtgevend element dat verschillende kleuren kan weergeven. Deze kleuren kunnen belangrijke informatie aangeven, als de gezondheidsmeter bijna leeg is bijvoorbeeld, of aangeven welk personage de speler bestuurt in het spel. Er zal ook interactie zijn met de PlayStation Camera, die de bewegingen van de DualShock 4 kan waarnemen. Deze technologie werd ook gebruikt voor de PlayStation Move-controllers, die de PS4 ook zal ondersteunen.

### PlayStation Camera
De PlayStation Eye is opnieuw ontworpen. Er zitten twee 1280x800-camera's ingebouwd. De lenzen hebben een formaat van f/2.0, met een focusafstand van 30 cm en een gezichtsveld van 85 graden. Dankzij het gebruik van twee camera's kan de diepte van een object worden ingeschat in het gezichtsveld van de PlayStation Camera, zoals bij de Microsoft Kinect ook het geval is. Ook kan een enkele camera worden gebruikt om het videobeeld vast te leggen, terwijl de andere camera de bewegingen waarneemt. Dit is volledig afhankelijk van de applicatie waar de PlayStation Camera voor wordt gebruikt.
Er zit een vier-kanaalsmicrofoon ingebouwd in de PlayStation Camera, die ervoor zorgt dat ongewenste achtergrondgeluiden worden gefilterd. De speler kan er mogelijk ook commando's mee inspreken tijdens een spel. De afmetingen van de PlayStation Camera zijn 186 x 27 x 27 mm, met een gewicht van 183 gram. Video's worden opgenomen in RAW- en YUV-bestanden. De PlayStation Camera kan worden aangesloten via de AUX-poort op de PlayStation 4.

### PlayStation VR
PlayStation VR, voorheen bekend bij de codenaam Project Morpheus, is een virtual-reality-headset voor de PlayStation 4.

### Ondersteunde apparaten
Sony staat diverse apparaten toe om te worden gebruikt als tweede scherm voor de PlayStation 4, zoals smartphones, tablets en de PlayStation Vita. Deze kunnen in een spel worden gebruikt om extra informatie, zoals een landkaart weer te geven, maar ook om op afstand de console te besturen. Zo kun je bijvoorbeeld de console op afstand inschakelen, een download starten en zelfs een game spelen.
Sony heeft diverse functies ontwikkeld voor het gebruik van een tablet, smartphone of andere mobiele apparaten op het PlayStation-netwerk. Dit is vergelijkbaar met de SmartGlass-applicatie voor de Xbox 360. Een zogenaamde PlayStation App zorgt voor functionaliteit op mobiele apparaten en zal beschikbaar zijn voor de iPhone, iPad en Android-toestellen. Spelers kunnen deze applicatie gebruiken om PlayStation 4-games aan te schaffen en te laten downloaden naar de console. Ook kan men meekijken met andere spelers via een livestream van hun gameplay.
De PlayStation Vita kan worden gebruikt als tweede scherm en de speler kan video's die op de console staan direct afspelen op de Vita. Mits ondersteund kan een spel ook op afstand worden gespeeld. Sony hoopt de meeste PlayStation 4-games speelbaar te maken op de PlayStation Vita. Ontwikkelaars hebben de mogelijkheid om specifieke besturingen in te stellen voor het spelen van een spel op afstand.

### Technische specificaties
| Model              | Modelnummers                          | Uitgebracht       | Harde schijf | Vermogen     | Gewicht       | Kleuren                  | Connectiviteit                   |
| ------------------ | ------------------------------------- | ----------------- | ------------ | ------------ | ------------- | ------------------------ | -------------------------------- |
| PlayStation 4      | CUH-1000A, CUH-1100A/B, CUH-1200A/B   | 13 november 2013  | 500 GB 1 TB  | 250 W, 230 W | 2,8 kg 2,5 kg | zwart, grijs, wit        | Bluetooth 2.1, 802.11 b/g/n      |
| PlayStation 4 Slim | CUH-2000A/B, CUH-2100A/B, CUH-2200A/B | 15 september 2016 | 500 GB 1 TB  | 165 W        | 2,1 kg        | zwart, wit, silver, goud | Bluetooth 4.0, 802.11 a/b/g/h/ac |
| PlayStation 4 Pro  | CUH-7000B, CUH-7100B, CUH-7200B       | 10 november 2016  | 1 TB         | 310 W        | 3,3 kg        | zwart, wit               | Bluetooth 4.0, 802.11 a/b/g/h/ac |

## Software en services
Sony gaat het software- en serviceaanbod uitbreiden als de PlayStation 4 op de markt is. Het PlayStation Network (PSN) biedt spelers diverse services aan die via de Gaikai Cloud werken, zoals Sony's Music Unlimited en Video Unlimited. Gebruikers kunnen winkelen in de PlayStation Store en games streamen om ze direct uit te proberen.

### Gebruikersinterface
De interface op de PS4 is volledig aangepast, de XrossMediaBar is verwijderd uit de lay-out. Het ontwerp zal in plaats daarvan meer gelijkenissen vertonen met de PSN-interface en content van vrienden zal direct zichtbaar zijn in het hoofdscherm. Services van derde partijen, zoals Netflix en Prime Video, worden ook toegankelijk in de nieuwe interface. Tevens zal het mogelijk zijn om meerdere taken uit te voeren tijdens het spelen, zoals een webbrowser openen of een download starten.
Tijdens de PlayStation-persconferentie is niets losgelaten over trophies op de PlayStation 4. Op de interface was echter te zien dat trophies wel aanwezig zijn op de nieuwe console. De PS4 heeft een verbeterd gebruikersprofiel voor spelers, waarin recente activiteit, trophies en andere details worden getoond.

### Sociale media
"Social" was een van de vijf basisprincipes die werden besproken tijdens de PlayStation 4-persconferentie in 2013. Hoewel de console een breed scala aan mogelijkheden heeft op het gebied van sociale functionaliteit, zijn de functies wel optioneel en kunnen ze worden uitgeschakeld.
De DualShock 4-controller heeft een shareknop. Zodra de speler deze knop indrukt komt er een menu tevoorschijn met clips van de gameplay, die vervolgens geselecteerd en gedeeld kunnen worden. Het uploaden van video's gebeurt direct vanaf de console en kan gebruikt worden voor websites of om met vrienden te delen op het PlayStation Network.
Spelers kunnen hun echte naam zichtbaar maken voor vrienden en live gameplay streamen via services zoals Usteam. Vrienden kunnen vervolgens meekijken, commentaar geven en in sommige gevallen zelfs helpen.

### Online functionaliteit
Sony heeft ervoor gekozen om de multiplayer achter een betaalmuur te plaatsen, vergelijkbaar met Microsofts Xbox Live. De gebruiker kan enkel de multiplayer van spellen spelen als er een geldig PlayStation Plus-abonnement is geactiveerd op de console. Met dit abonnement krijgt de speler ook elke maand spellen die speelbaar blijven zolang hij een lopend PlayStation Plus-abonnement heeft. Een abonnement geldt voor de gehele console, wat betekent dat alle accounts multiplayer kunnen spelen zolang er één account een abonnement heeft. Bepaalde internetfuncties, zoals surfen op het internet of het downloaden van demo's, zullen gratis blijven voor iedereen.

## Games
PlayStation 4-spellen variëren in prijs van $ 0,99 tot $ 60,00. Er is dus geen stijging in de prijs ten opzichte van de PS3-generatie. Sony hoopt dat het makkelijker en goedkoper wordt voor onafhankelijke ontwikkelaars om spellen te maken voor de PlayStation 4. Ontwikkelaars moeten echter nog wel de development kit aanschaffen.
Een aantal spellen waren beschikbaar bij de lancering van de PlayStation 4, zoals Knack, Killzone: Shadow Fall, FIFA 14, Call of Duty: Ghosts en Assassin's Creed IV: Black Flag.
De PlayStation 4 kan tweedehands spellen afspelen.

### Downloadbare content
De PlayStation 4 heeft diverse mogelijkheden op het gebied van downloadbare content. Zo kan men bijvoorbeeld complete spellen downloaden. Op het moment dat een spel is gekocht hoeft er maar een klein deel worden gedownload voordat het gespeeld kan worden. Het resterende gedeelte downloadt de PlayStation 4 op de achtergrond tijdens het spelen. Dit werkt via de secundaire processor die toegewezen is voor het uitvoeren van taken op de achtergrond. Spellen kunnen ook gekocht worden via een smartphone. Wanneer dit gebeurt schakelt de PS4 automatisch aan om het spel te downloaden en sluit hij zichzelf af op het moment dat het spel volledig gedownload is. Het systeem bevat ook technologie die probeert in te schatten welke games een speler mogelijk zou kunnen kopen en downloadt deze titels automatisch op de achtergrond om tijd te besparen.

### Achterwaartse compatibiliteit
De PlayStation 4 is niet in staat om PlayStation 3-titels af te spelen. Dit komt door de overstap van de Cell-architectuur naar de AMD-x86-64-architectuur. Deze technologieën verschillen zoveel van elkaar dat het onmogelijk is om een PS3-game direct af te spelen op de PS4. Ook PlayStation Network-spellen voor de PS3 kunnen niet afgespeeld worden op PS4. Sony maakt het wel mogelijk om deze spellen te spelen via PlayStation Now, een cloudgamingplatform. Het plan is om ook PlayStation- en PlayStation 2-titels beschikbaar te maken voor PlayStation Now.

## Andere uitvoeringen

### PlayStation 4 Slim
In september 2016 heeft Sony een nieuwe versie van de PS4 uitgebracht, onder de naam PS4 Slim en met modelnummer CUH-2000. Deze spelcomputer heeft echter geen veranderingen in de hardware, alleen is de behuizing slanker en is de console ruim 2 kg lichter. Men voegde USB 3.1, bluetooth 4.0 en wifi op 5 GHz toe en schrapte de optische audiopoort. Met de introductie van de Slim werd de productie van het oorspronkelijke model stopgezet.

### PlayStation 4 Pro

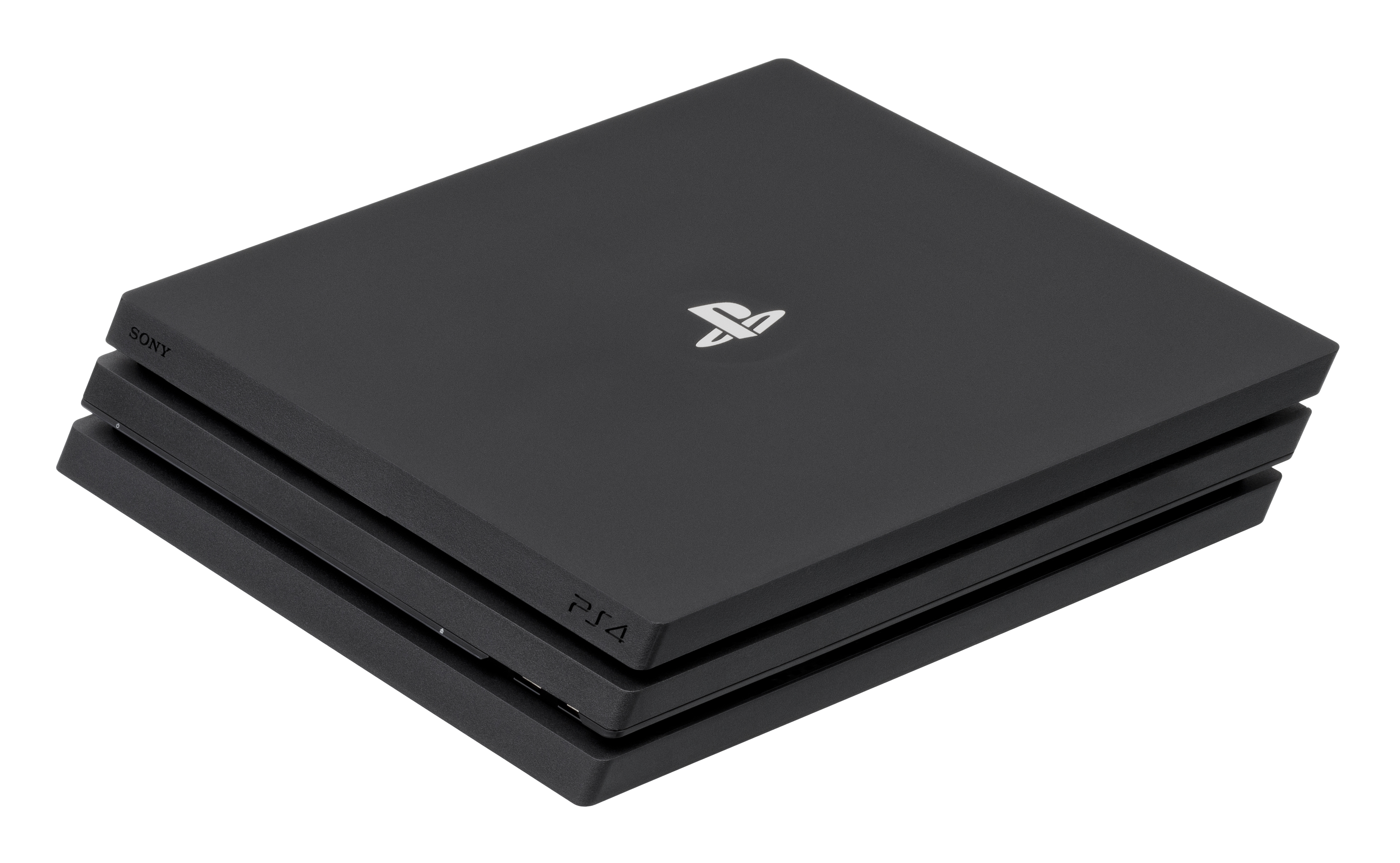
Een PlayStation 4 Pro

Sony introduceerde op 10 november 2016 een derde versie van de PS4, onder de naam PS4 Pro. Deze spelcomputer heeft in tegenstelling tot de PS4 Slim wel verbeteringen in de hardware, zoals een betere videokaart. De visuele verbeteringen van de PS4 Pro zijn onder andere dynamische 4K-gaming en snellere framerates.
Eind 2017 werd een eerste revisie uitgebracht (modelnummer: CUH-7100) met enkele geüpdatete interne componenten. De console heeft een stillere ventilator gekregen. Als gevolg hiervan wordt het systeem iets warmer dan de CUH-7000. Eind 2018 werd een tweede revisie (model CUH-7200) uitgebracht met een aangepaste voeding en enkele minimale aanpassingen om het model stiller te maken.
Men bracht tevens spellen op de markt met het label PS4 Pro Enhanced, die aangeven dat het is verbeterd voor de PS4 Pro.